# أفيخاي أدرعي
أفيخاي أفيخاي (بالعبرية: אביחי אדרעי) (ولد في 19 يوليو 1982، حيفا، إسرائيل) هو عقيد في الجيش الإسرائيلي يشغل منصب رئيس قسم الإعلام العربي في وحدة الناطق باسم الجيش الإسرائيلي. ونتيجة لمنصبه يحظى بشهرة واسعة في وسائل الإعلام العربية. وهو من أصول يهودية سورية ويهودية عراقية ويهودية تركية.
بدأ بالظهور المتكرر عبر قنوات فضائية عربية مثل قناة الجزيرة أثناء تغطيتها أحداث حرب لبنان 2006، واشتهر بانخراطه في العديد من المواجهات والتراشق الكلامي باللغة العربية مع متابعين وشخصيات من العالم العربي من خلال شبكات التواصل الاجتماعي.

## النشأة والوظيفة
ولد أفيخاي في العام 1982 في حيفا، جده وجدته من ناحية أمه من أصول عراقية. تخرج من ثانوية «هاريئالي» في حيفا بتخصصات في اللغة العربية والكومبيوتر، انضم لصفوف الخدمة العسكرية الإجبارية في الجيش الإسرائيلي في العام 2001، وخدم في وحدة 8200 للاستخبارات والتقصي الإلكتروني في شعبة الاستخبارات العسكرية الإسرائيلية. في العام 2005 ترأس قسم الإعلام العربي، وأصبح المتحدث بلسان الجيش الإٍسرائيلي للإعلام العربي، وهو ثاني من تقلد هذا المنصب في إسرائيل، بعد إقامة هذه الشعبة عام 2000 

## الخدمة العسكرية
خدم أفيخاي بعد انضمامه إلى الجيش الإسرائيلي في الوحدة 8200 التابعة لسلاح الاستخبارات، وهي وحدة متخصصة في استخبارات الإشارات. وهناك، وسّع معرفته باللغة العربية، انضم لاحقا إلى وحدة المتحدث باسم الجيش في عام 2005.

### المتحدث باسم الجيش الإسرائيلي
عندما بلغ أفيخاي رتبة رقيب في عمر الثانية والعشرين، عُرض عليه قيادة قسم الإعلام العربي في مكتب المتحدث باسم الجيش الإسرائيلي، وذلك بعد الانسحاب الإسرائيلي من قطاع غزة.

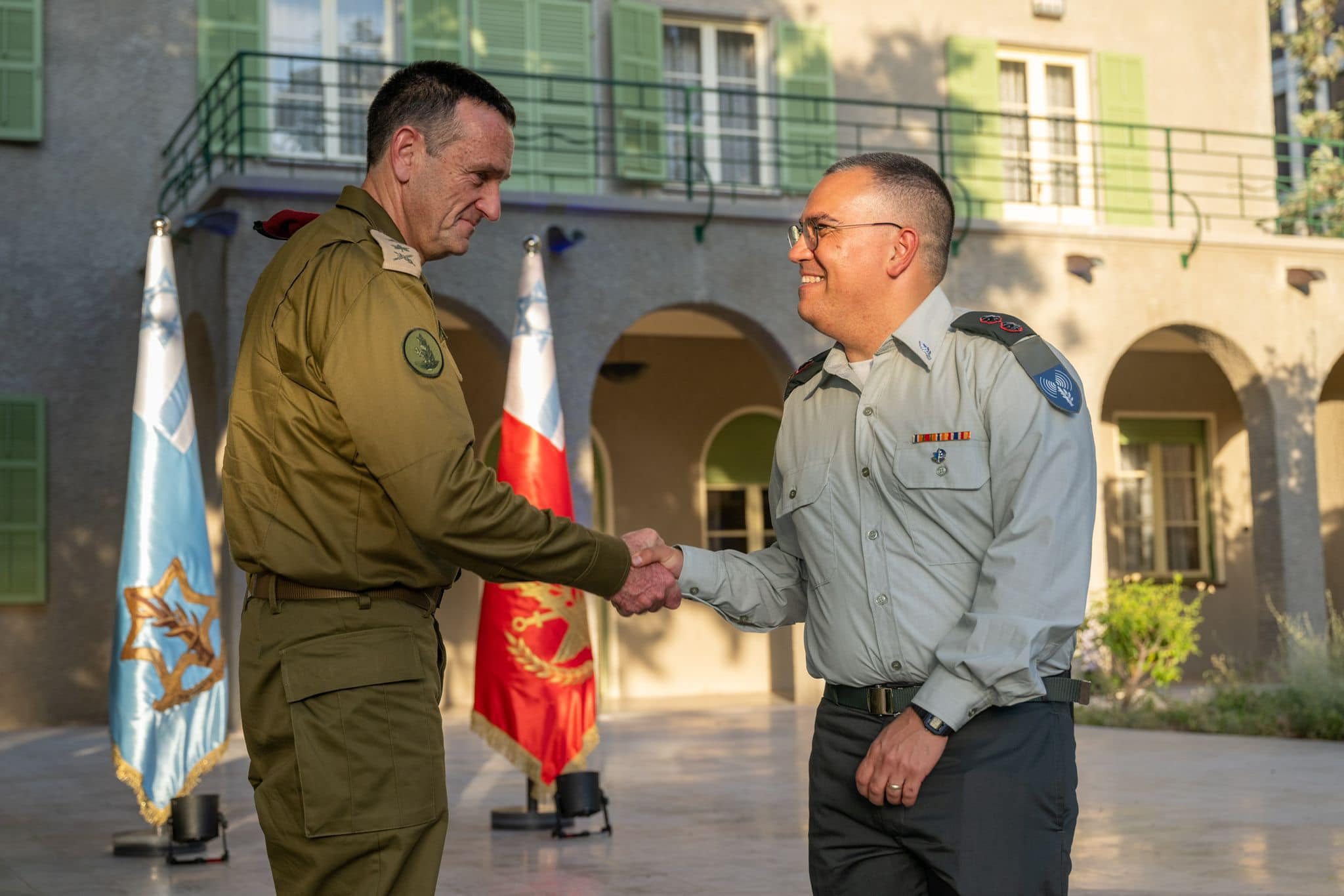
رئيس الأركان اللواء هرتسي هاليفي يقلد أفيخاي أفيخاي رتبة عقيد (2 يوليو 2024).

بدأ أفيخاي ظهوره الإعلامي خلال حرب لبنان عام 2006. قبل ذلك بعدة سنوات، حاولت وزارة الخارجية الإسرائيلية التأثير على الرأي العام العربي عبر تعيين متحدثين يتحدثون العربية للتواصل مع وسائل الإعلام المحلية والدولية الناطقة بالعربية. وذكر مقال في صحيفة هآرتس عام 2004 تحوّلاً في استراتيجية التواصل، حيث كان الاعتقاد السائد هو "عدم التواصل مع العدو". وقد تعرض المتحدث الرسمي الأول للجيش لانتقادات بسبب توجهه المبالغ فيه نحو الأسلوب "الغربي". وأكد أفيخاي على أهمية دور وسائل التواصل الاجتماعي قائلاً: "كانت الفكرة استخدام هذه الوسائل ليس فقط لنشر البيانات الصحفية، بل لإثارة النقاش بين جماهير مستهدفة. نحن نهدف إلى التأثير، لا مجرد القيام بعلاقات عامة". بعد ذلك، التحق أفيخاي بمدرسة تدريب الضباط وترقى إلى رتبة رائد، ثم في نوفمبر 2018 ترقى إلى رتبة مقدم.
يظهر أفيخاي بشكل مستمر على القنوات الإعلامية العربية ليمثل الموقف الإسرائيلي. في 2018، شارك في مناظرة ببرنامج "الجانب الآخر" على قناة الجزيرة، حيث دافع عن العمليات الجوية الإسرائيلية في سوريا في مواجهة الضابط السوري السابق صالح قيراطة، الذي انتقد هذه العمليات. خلال النقاش، أكد أفيخاي أن إسقاط طائرة F-16 الإسرائيلية لم يكن حدثاً ذا أهمية كبيرة، مشيراً إلى استمرار التفوق الجوي الإسرائيلي وقدرته على تدمير جزء كبير من منظومة الدفاع الجوي السورية كرد فعل. وأكد أن إسرائيل ستواصل الحفاظ على تفوقها الجوي وتنفيذ عمليات ضد التهديدات الإقليمية، خصوصاً من القوات الإيرانية.
في ذات العام، أثار أفيخاي جدلاً واسعاً بعد نشره فيديو عربي من جزأين على منصة X، تضمن خطاباً معادياً للشيعة وإشارات إلى علماء مرتبطين بتنظيم الدولة الإسلامية، مما دفع الكثيرين للاعتقاد بأن ذلك كان محاولة إسرائيلية لإثارة التوترات الطائفية بين السنة والشيعة ضد إيران. وغالبا ما يدعى بشكل متكرر لتقديم تحليلاته وتعليقاته في القنوات الإخبارية الكبرى، خاصة في دول الخليج.
في عام 2024، اتهم أفيخاي شبكة الجزيرة الإعلامية بإخفاء أنشطة حركة حماس. وادعى قائلاً: "أنا مقتنع بأنه يعرف أسماء عدد كبير من إرهابيي حماس بين القتلى، لكنه يقدم كذبة لا علاقة لدوافعها بسكان غزة"، في إشارة إلى الصحفي أنس الشريف من قناة الجزيرة العربية، الذي كان يغطّي الحرب في غزة منذ بدايتها.
خلال حرب إسرائيل وحماس وصراع إسرائيل و«حزب الله»، تم ذكر اسم أفيخاي بشكل متكرر في التصريحات الرسمية والبيانات التلفزيونية التي تجذب جمهورًا واسعًا في الشرق الأوسط. كما أصدر تحذيرات لسكان غزة ولبنان بضرورة إخلاء مناطق محددة قبل شن غارات جوية إسرائيلية وشيكة. ومع ذلك، وصفّت منظمة العفو الدولية هذه التحذيرات بالإخلاء بأنها "مضللة"، حيث لم يتم منح المدنيين وقتًا كافيًا للفرار إلى أماكن آمنة.

## الظهور الإعلامي
ظهر أفيخاي عبر قنوات عربية لتمثيل الجيش الإسرائيلي وتبرير عملياته العسكرية، في أكثر من مناسبة، وأهمها حرب لبنان 2006، عملية الرصاص المصبوب 2008-2009، عملية عامود السحاب 2012، وعملية الجرف الصامد عام 2014.
تعود شهرته في العالم العربي لنشاطه باللغة العربية عبر شبكات التواصل الاجتماعي، حيث استقطبت حساباته الرسمية على موقعي تويتر وفيسبوك أكثر من مليون متابع، والتي يظهر من خلالها تمكنه من اللغة العربية، حيث يواظب على التعليق على الكثير من الأحداث العربية، سياسية واجتماعية وفنية ورياضية، متعمد استخدام العبارات العربية الشعبية، والرموز والمصطلحات الدينية الإسلامية، إضافة إلى الفيديوهات التي يقوم بتصويرها مع جنود عرب أو مسلمين في الجيش الإسرائيلي  ورغم توجه الاعلام العربي لخطاب أفيخاي كخطاب معادي، عادة ما تلقى تغريداته وتصريحاته اهتمامًا كبيرًا، وكثيرا ما اعتبرت استفزازية وتحولت إلى سجال حاد ومادة للسخرية والقذف من قبل رواد الشبكة العرب، عدد كبير من تغريداته تم تداولها بشكل كبير في الاعلام العربي التقليدي والاجتماعي، وشكلت محور لمواجهات كلامية مع عدد من الإعلاميين العرب، منهم الصحفيات غادة عويس وخديجة بن قنة في قناة الجزيرة، والإعلامي المصري جابر القرموطي.

## تهديد ومقاطعة
في العام 2013 تم وضع بيته تحت الحراسة الأمنية، بعد أن رصد موقع صحيفة يديعوت أحرونوت عبارات تهديد له في صفحة حركة حماس على الفيسبوك في أعقاب تبريراته للعمليات العسكرية الإسرائيلية في غزة، في تموز 2014 دعا العديد من مستخدمي موقع تويتر إلى حملة مقاطعة حساب المتحدث باسم الجيش الإسرائيلي التابع لأفيخاي أدرعي، كردّ فعل على العملية التي تشنها إسرائيل على غزة. في تموز 2014 نجح ناشطون فلسطينيون باختراق حسابه على الشبكة الاجتماعية.

## إقرا أيضا
- إيدي كوهين

## وصلات خارجية
- الموقع على الإنترنت